# Zgornja Hajdina
Zgornja Hajdina [zgórnja hajdína] je obcestno naselje v jugozahodnem delu Dravskega polja ter velja za središče občine Hajdina. Stoji na robu višje dravske terase, jugozahodno od Ptuja, ob krajevni cesti, vzporedni z glavno cesto Maribor-Zagreb. Predstavlja eno najpomembnejših cestno prometnih križišč v SV Sloveniji. Tu je namreč cestni križ, ki povezuje sever z jugom in vzhod z zahodom. Hajdina se kot Ghandin v zgodovinskih virih prvič omenja leta 1164. Leta 1202 se je Hajdina razdelila na Zgornjo in Spodnjo Hajdino. Obe vasi sta se takrat razdelili tudi v lastninskem smislu. Zgornja Hajdina je postala last deželnih knezov, Spodnja Hajdina pa last Salzburških gospodov. Zgornja Hajdina takrat ni bila v mejah, kot je danes. Raztezala se je ob zgornji in spodnji dravski terasi. Naselje ob dravski terasi je bilo v preteklosti skoraj izključno poseljeno s kmečkim prebivalstvom. Glavna znamenitost je župnijska cerkev sv. Martina.